# Niculae Bădălău
Niculae Bădălău (n. 8 decembrie 1960, Ogrezeni, Giurgiu, România) este un politician român, membru al Parlamentului României.

## Carieră politică
Bădălău este președintele organizației județene PSD Giurgiu. Este poreclit și baronul-Ficățel.
În legislatura 2004–2008, Bădălău a fost ales deputat pe listele PSD și a fost membru în grupurile parlamentare de prietenie cu Republica Estonia și Republica Panama. În legislatura 2008–2012, Bădălău a fost ales senator pe listele PSD și a fost membru în grupurile parlamentare de prietenie cu Albania, Republica Elenă și Republica Lituania. În legislatura 2016–2020, Bădălău a fost ales senator pe listele PSD și a fost membru în grupurile parlamentare de prietenie cu Republica Populară Chineză, Republica Letonia și Regatul Țărilor de Jos (Olanda).

## Acuzații de corupție
După unele anchete jurnalistice apărute în presă,Agenția Națională de Integritate a cerut în octombrie 2009 anchetarea lui Bădălău sub suspiciunea de spălare de bani, precum și fals în declarații.
Bădălău a fost achitat în ambele dosare.
Conform adresei 11003/G/II /27.02.2012 emisă de Agenția Națională de Integritate lucrarea înregistrată sub numărul 86462/A/II/18.11.2010 cu privire la evaluarea declarației de avere a deputatului Bădălău a fost clasată, neexistând neconcordanțe în ea.
Rezoluția din data 20.02.2012 dosar 118/P/2012 prin ordonanța nr 60/P/D/2012 din data de 7 martie 2011, parchetul de pe lângă Înalta Curte de Casație și Justiție – Direcția de Investigare a Infracțiunilor de Criminalitate Organizată și Terorism, a dispus neînceperea urmăririi penale față de Bădălău întrucât fapta nu exista, scoaterea de sub urmărire penală a învinuitului Niculae sub aspectul săvârșirii infracțiunilor de evaziune fiscală și fals în declarații, fapte prevăzute de articolul 9 alin. 1 lit. B din legea nr. 241/2005 și art 292 Cp, precum și respectiv neînceperea urmăririi penale față de Niculae Bădălău, sub aspectul săvârșirii infracțiunii de spălare de bani, faptă prevăzută de art. 23 din legea nr. 656/2002.
La data de 28 octombrie 2013, DNA l-a trimis în judecată pe Bădălău sub acuzația de trafic de influență. Acesta este suspectat că ar fi susținut o societate comercială, aflată într-un circuit evazionist, să obțină fonduri de la Agenția de Plăți și Intervenții în Agricultură.

### Dosar dare de mită
Bădălău a fost reținut în noiembrie 2022 sub acuzația de dare de mită. Procurorii susțineau că ar fi promis 170.000 de euro unui primar din județul Giurgiu. El a fost suspendat din funcția de vicepreședinte al Curții de Conturi a României și a petrecut mai multe luni în arestul Poliției Capitalei. În timp ce Bădălău era în arest, fiul său continua afacerile cu statul, el primea o finanțare de 3,1 milioane de lei pentru o balastieră din Bolintin. În martie 2023, Bădălău a fost eliberat din arest urmând ca dosarul să fie trimis în judecată. Pe 7 iunie 2025, Bădălău a reușit să obțină, după doi ani și jumătate de la trimiterea în judecată, reluarea de la zero a procedurii de cameră preliminară.